# Antalya Toroslar BK
L'Antalya Toroslar BK è una squadra di pallacanestro femminile con sede ad Adalia, in Turchia.
Fondata nel 2018, partecipa alla Kadınlar Basketbol Süper Ligi.